# Сезонна мерзлота

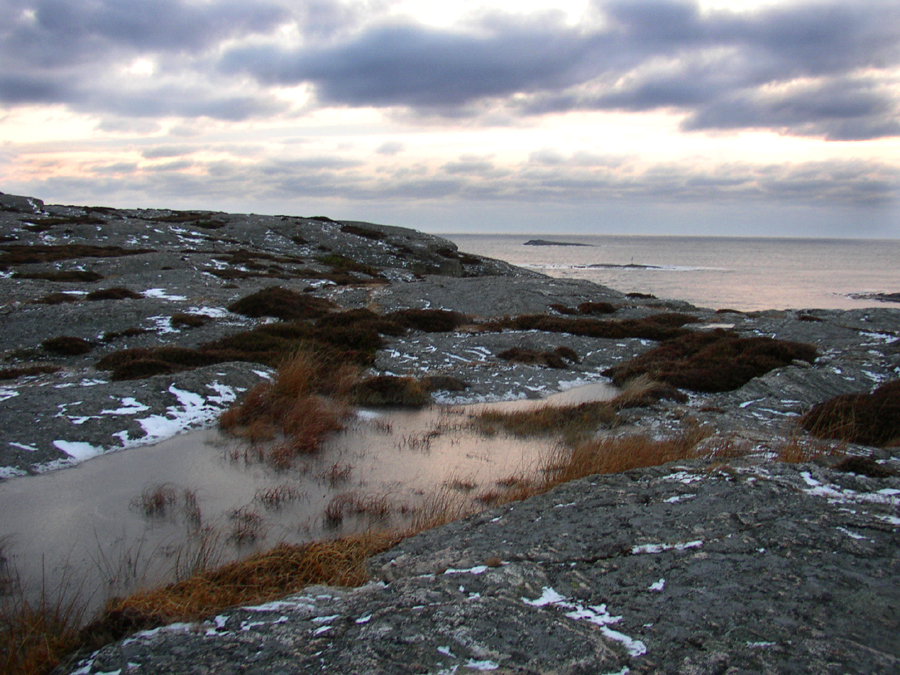
Місцевість у Комуна Варберг, Швеція.

Сезо́нна мерзлота́ (англ. seasonal frost) — природне явище, що викликає утворення мерзлих горизонтів, які відтають протягом теплого періоду.
Глибина сезонного промерзання місцями досягає 3 м. Вона залежить від кліматичних і погодних умов, складу, стану й властивостей гірських порід, стану снігового і рослинного покриву, а також від форми господарського використання території. Промерзання починається з поверхні і поступово поширюється в глибину. При цьому у вологих глинистих і пилуватих породах, а також в дрібних пісках відбувається підсмоктування вологи до замерзлої породи з виділенням льоду і підняттям поверхні землі. У разі перешкоди цьому підняттю в замерзлій породі виникає тиск пучення. Внаслідок пучення в замерзлій породі може виникнути горбистий мікрорельєф і статися деформація споруд. У період весняного відтавання породи вологість її зростає за рахунок переміщеної вологи. Це різко знижує механічну міцність породи і може викликати її розрідження. У сухих глинистих породах підсмоктування ґрунтової води і пучення не відбувається. У твердих і великоуламкових породах, а також у крупнозернистих і середніх пісках замерзання і відтавання не чинять шкідливого впливу на механічну міцність.